# Sobhuza II
Sobhuza II (ur. 22 lipca 1899 w Mbabane, zm. 21 sierpnia 1982) – król Suazi w latach 1899/1921–1982.
Syn i następca króla Ngwane V Bunu, w chwili śmierci ojca miał kilka miesięcy; regencję do 1921 sprawowała babka Labotsibeni Gwamile Mdluli. Od grudnia 1921 panował samodzielnie. W czasie jego wieloletnich rządów Suazi uzyskało niepodległość (6 września 1968); przez pięć lat rządził z wykorzystaniem konstytucji, od 1973 jako władca autorytarny.
Jego następcą został syn Makhosetive, który po kilkuletnim okresie rządów regentek Dzeliwe i Ntombi (wdów po Sobhuzie) wstąpił na tron jako Mswati III.
Biorąc pod uwagę cały okres jego formalnego panowania (łącznie z okresem regencji) czyli lata 1899–1982 panował łącznie 82 lata i 254 dni, dzięki czemu zajmuje pierwsze miejsce wśród głów państw, jeśli chodzi o udokumentowaną długość panowania w dziejach.